# Montrouveau
Montrouveau é uma comuna francesa na região administrativa do Centro, no departamento Loir-et-Cher. Estende-se por uma área de 18,83 km². Em 2010 a comuna tinha 156 habitantes (densidade: 8,3 hab./km²).